# Женская сборная Малайзии по софтболу
Женская национальная сборная Малайзии по софтболу — представляет Малайзию на международных софтбольных соревнованиях. Управляющей организацией является Ассоциация софтбола Малайзии (англ. Softball Association of Malaysia).

## Результаты выступлений

### Чемпионаты мира
| Год        | Победы         | Поражения      | Место          |
| ---------- | -------------- | -------------- | -------------- |
| 1965—1978  | не участвовали | не участвовали | не участвовали |
| 1982       | .              | .              | 20             |
| 1986—н. в. | не участвовали | не участвовали | не участвовали |

### Чемпионаты Азии
| Год        | Победы         | Поражения      | Место          |
| ---------- | -------------- | -------------- | -------------- |
| 1967—1987  | не участвовали | не участвовали | не участвовали |
| 1991       |                |                | 10             |
| 1995       |                |                | ??             |
| 1999       | не участвовали | не участвовали | не участвовали |
| 2004       |                |                | 11             |
| 2007       |                |                | 10             |
| 2011—н. в. | не участвовали | не участвовали | не участвовали |